# فلورنس هندرسون
فلورنس هندرسون (بالإنجليزية: Florence Henderson)‏ (مواليد 14 فبراير 1934 - 24 نوفمبر 2016)، هي ممثلة ومغنية أمريكية بدأت مسيرتها الفنية عام 1954، واستمرت مسيرتها لمدة 6 عقود. اشتهرت بدور كارول في المسلسل الكوميدي The Brady Bunch عام 1970.

## وصلات خارجية
- الموقع الرسمي
- فلورنس هندرسون على موقع IMDb (الإنجليزية)
- فلورنس هندرسون على موقع الموسوعة البريطانية (الإنجليزية)
- فلورنس هندرسون على موقع روتن توميتوز (الإنجليزية)
- فلورنس هندرسون على موقع ألو سيني (الفرنسية)
- فلورنس هندرسون على موقع ميوزك برينز (الإنجليزية)
- فلورنس هندرسون على موقع تيرنر كلاسيك موفيز (الإنجليزية)
- فلورنس هندرسون على موقع أول موفي (الإنجليزية)
- فلورنس هندرسون على موقع قاعدة بيانات برودواي على الإنترنت (الإنجليزية)
- فلورنس هندرسون على موقع قاعدة بيانات الأفلام السويدية (السويدية)
- فلورنس هندرسون على موقع إن إن دي بي (الإنجليزية)